# Nématicide
Ne pas confondre avec Nematocida, un genre de champignons parasites des nématodes.
Les nématicides ou nématocides sont des biocides contenant une ou plusieurs substances actives ou une préparation ayant la propriété de tuer les nématodes.

Il peut parfois s'agir d'un médicament humain ou vétérinaire (bien qu'on parle alors plutôt d'antiparasitaire) ; 
il peut enfin s'agir d'un traitement alternatif visant à limiter ou contrôler les nématodes, sans faire appel à des substances issues de la chimie de synthèse (utilisé en agriculture bio par exemple).

## Familles chimiques
Les nématicides, principalement utilisés par l'agriculture industrielle relèvent de trois familles chimiques : 
- les carbamates ;
- les hydrocarbures halogénés ;
- les organophosphorés.

## Mode d'action
La plupart des substances nématicides sont en réalité des biocides à large spectre et souvent à la fois insecticides et nématicides (bien que les insectes et les nématodes soient fort éloignés d'un point de vue taxonomique), voire également désherbants et fongicides, tuant la plupart des formes de vie.
Les produits spécifiquement nématicides intéressant les agriculteurs, les serriculteurs ont deux particularités : 
- ils sont gazeux ou facilement volatilisables ;
- leurs vapeurs ont une densité élevée, ce qui leur permet de diffuser facilement dans les sols pour atteindre les nématodes.

## Toxicité, écotoxicité
Ces produits sont par nature toxiques et écotoxiques, plus ou moins selon leur spectre biocide et selon leur vitesse de dégradation dans l'environnement, ainsi que selon la nature et toxicité de leurs molécules de dégradation ou biodégradation (métabolites). Ils sont rarement sélectifs, mais plutôt à très large spectre.
- Avant 1985, un halocarbure persistant, le 1,2-Dibromo-3-chloropropane (DBCP dont le principal nom commercial était Nemagon) été très largement utilisé comme fumigant pour les sols cultivés. Il a finalement été interdit après qu'on eut démontré qu'il était responsable d'infertilité chez les travailleurs de sexe masculin qui l'utilisaient. La compagnie Dow Chemical a ensuite été reconnue responsable et condamné à verser pour plus de 600 millions de dollars de dommages et intérêts pour indemniser les victimes de ce produit, mais les travailleurs ne semblent pas avoir pu toucher cet argent. Un groupe de travailleurs a alors intenté des poursuites aux États-Unis et en Novembre 2007, un jury de Los Angeles leur a accordé 3,2 millions de dollars[1]. Trois ans plus tard (15 juillet 2010), ce jugement a été cassé après que la Cour traitant cette affaire eut constaté que les allégations avaient fait l'objet d'une  « fraude massive à l'égard de la cour »[2]. Le 23 avril 2009, un juge de Los Angeles a également rejeté deux cas similaires à l'encontre des firmes Dole et Dow Chemical en raison d'une fraude avec extorsion de fonds organisée par des avocats du Nicaragua recrutant des plaignants frauduleux afin de faire des procès à la société[3], décision qui a jeté un doute sur d'autres jugements faits dans des conditions similaires.
- Le bromométhane (ou « bromure de méthyle ») s'est avéré très écotoxique, et aussi agressif pour la couche d'ozone. C'est aussi un puissant gaz à effet de serre. il est maintenant interdit, sauf pour quelques usages, avec dérogation.
- Le Sodium methylaminomethanedithioate (ou « Metham sodium ») a également été interdit, mais est encore (en 2011) utilisé avec dérogation dans une quinzaine de pays, en France notamment. Il a été définitivement interdit d'usage en France en Novembre 2018 après une intoxication d'une soixantaine de personnes dans le Maine-et-Loire[4].

## Usages médicaux et vétérinaires
Chez l'homme (Parasitologie médicale) et chez l'animal qui peuvent aussi être infestés par des nématodes parasites, on parle plutôt d'antiparasitaires.
Les nématicides sont alors par exemple :
- Flubendazole
- Albendazole
- Mébendazole
- Pipérazine
- Pyrantel
- Pyrvinium embonate

## Exemples de nématicides agricoles
- isocyanate de méthyle
- chloropicrine (qui a également été utilisé comme gaz de combat durant la Première Guerre mondiale
- bromométhane (bromure de méthyle)
- aldicarbe
- dazomet
- metham sodium (théoriquement interdit en Europe, mais encore utilisé avec dérogation par une quinzaine de pays)

## Alternatives non synthétiques
Des produits alternatifs de biocontrôle existent, non issus de la chimie de synthèse et utilisant les moyens développés par la nature pour contrôler les nématodes. Ce sont par exemple :
- un nématicide obtenu à partir de tourteau de neem (résidu obtenu après pression à froid des fruits et des grains du neem desquels on extraie aussi un insecticide naturel) ;
- l'exsudat des racines d'œillet d'inde (Tagetes), qui a aussi une action nématicide ;
- la mise en place de radis fourrager reconnu pour ses effets anti-nématodes, notamment avant betteraves[5] ;
- des Champignons nématophages ; champignon carnivore qui peuvent être utile dans le contrôle des nématodes. Paecilomyces est un exemple[réf. nécessaire] ;

Différentes méthodes alternatives permettent de lutter contre les infestations de nématodes mais ont aussi l'inconvénient de détruire de nombreux organismes vivants utiles. Ce sont par exemple :
- la stérilisation du sol par de la vapeur, par vaporisation à pression négative[6], ou par de la chaleur dégagée par un brûleur au gaz (désherbeur thermique) est aussi utilisée pour tuer les nématodes, mais élimine aussi les vers de terre ou d'autres espèces utiles ;
- la solarisation du sol est un « processus hydrothermal, qui utilise la radiation solaire capturée sous film plastique transparent pour (par effet de serre) chauffer le sol jusqu’à 50-55 °C à 5 cm de profondeur et 40-42 °C à 20-25 cm de profondeur et ainsi le désinfecter » en favorisant éventuellement un nouvel équilibre[6]) ;
- la biofumigation [6] ;
- traitement à l’eau chaude ; mis au point par le centre National de Recherche de Tsukuba (Japon), il consiste à épandre de l'eau bouillante (95 °C) sur le champ. Selon la FAO « Le traitement tue plusieurs organismes y compris les organismes nuisibles, les pathogènes et les mauvaises herbes et son efficacité dure jusqu’à trois ans sur les surfaces cultivables protégées », mais il est consommateur d'énergie et utile que pour de petites surfaces[6] ;
- l'Inondation ; possible là où l'eau est abondante. Méthode fréquente au Japon pour les cultures d'aubergines, tomates, fraises et concombres[6] ;

L'agriculture biologique cherche à restaurer et entretenir les équilibres écologiques du sol en ne favorisant pas la pullulation de nématodes, en permettant la survie de nématodes prédateurs des nématodes parasites agricoles et en cherchant à renforcer la résistance naturelle des plantes contre les nématodes.